# Bure (Meuse)
Bure é uma comuna francesa na região administrativa do Grande Leste, no departamento de Meuse. Estende-se por uma área de 18.39 km², e possui 83 habitantes, segundo o censo de 2018, com uma densidade de 4.5 hab/km².